# Pure Narcotic - Acoustic Session 2012
Pure Narcotic - Acoustic Session 2012 è il nono EP del gruppo musicale britannico Porcupine Tree, pubblicato il 19 marzo 2020.

## Descrizione
Il disco contiene cinque brani tratti dal repertorio del gruppo registrati in veste acustica. Gli stessi erano stati precedentemente proposti dal vivo in occasione del concerto che i Porcupine Tree tennero presso la Royal Albert Hall di Londra il 14 ottobre 2010, ultima data della tournée in supporto a The Incident nonché ultima esibizione prima del periodo di pausa durato 11 anni; l'evento fu anche l'ultimo concerto insieme al bassista Colin Edwin e al turnista e collaboratore John Wesley.
La ragione della nuova incisione fu il fatto che alcuni problemi tecnici impedirono al gruppo di utilizzare le registrazioni dal vivo originali, rendendo necessario incidere nuovamente il set acustico in studio. Tuttavia, il lavoro non venne ultimato in tempo e fu escluso dall'album dal vivo Octane Twisted del 2012 (contenente il sopracitato concerto).

## Promozione
Reso disponibile inizialmente per il solo download digitale su Bandcamp nel marzo 2020, l'EP è stato poi pubblicato in formato 12" su Burning Shed in tiratura limitata a 3 000 copie nel mese di settembre.

## Tracce
Testi e musiche di Steven Wilson, eccetto dove indicato.
1. Black Dahlia – 3:41 (musica: Richard Barbieri)
2. Futile – 5:03 (musica: Gavin Harrison, Steven Wilson)
3. Pure Narcotic – 5:18
4. Small Fish – 3:23 (Steven Wilson, Alan Duffy)
5. Stranger by the Minute – 4:45

## Formazione
Gruppo
- Steven Wilson – chitarra acustica, voce
- Richard Barbieri – sintetizzatore, tastiera
- Colin Edwin – contrabbasso
- Gavin Harrison – batteria, percussioni

Altri musicisti
- John Wesley – chitarra elettrica, cori